# Squeak

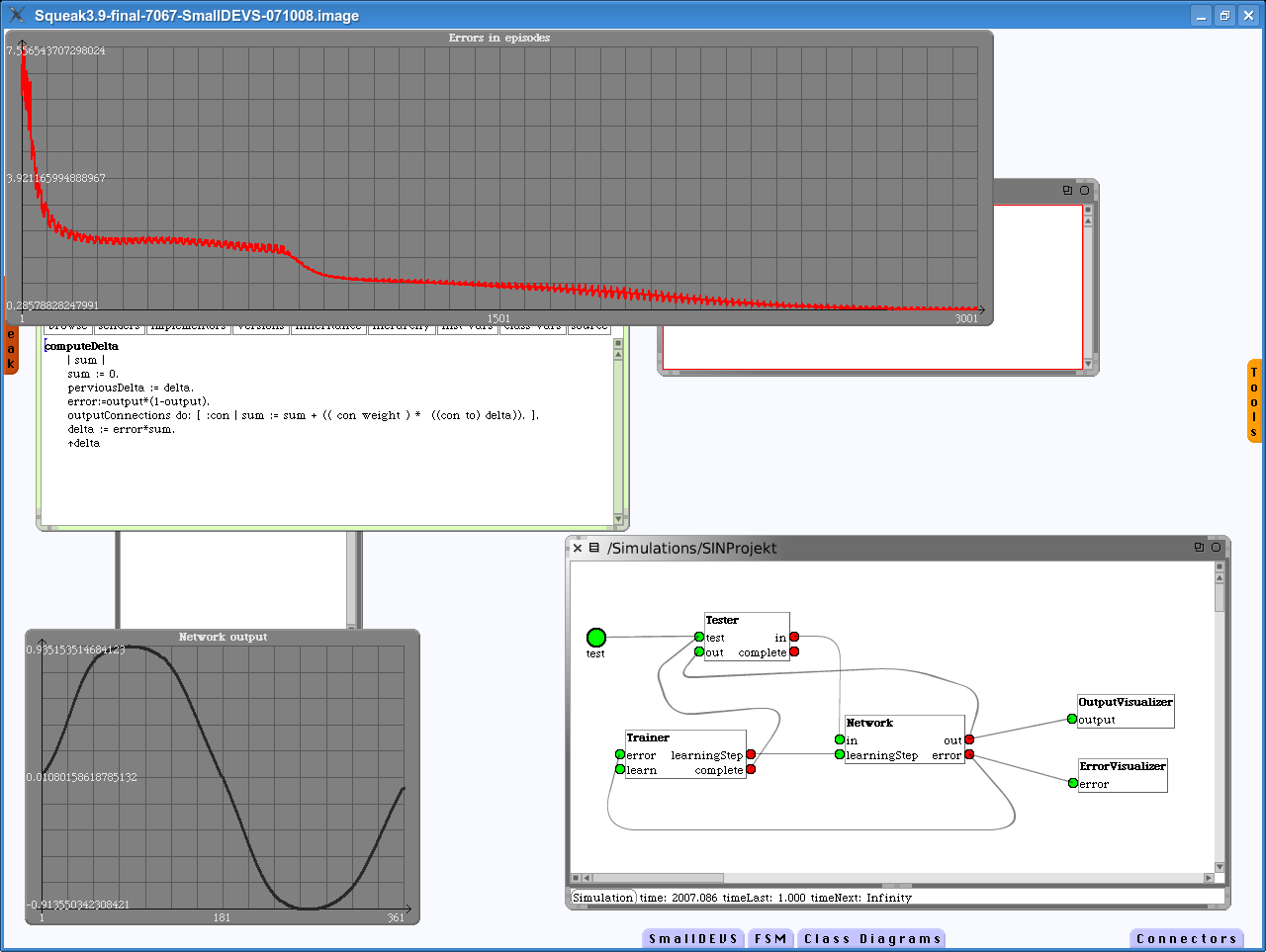
Squeak 3.9.

Squeak, como la reedición de los proyectos Dynabook y Smalltalk de los años 1970, busca ser un meta-medio. Un lugar donde convivan todos los medios de expresión conocidos hasta la fecha (texto, video, sonido, música, gráficos 2D, gráficos 3D, TextToSpeech, etc) y que sirva, a su vez, como soporte para el desarrollo de nuevos medios. Esta característica, sumada a la capacidad de simulación, posicionan al Squeak como una herramienta muy poderosa que permite una verdadera revolución en el manejo de la información.

## Características
Squeak cuenta con las capacidades y herramientas típicas de un sistema Smalltalk y se encuentra entre los sistemas Smalltalk que se pueden ejecutar prácticamente en casi todas las plataformas de hardware. Su máquina virtual soporta compilación en tiempo de ejecución.

## Formas de uso
Es posible utilizar el sistema de las siguientes formas:

### Sin interfaz gráfica
Aunque esta posibilidad depende de cada plataforma, el sistema puede ser ejecutado como un servicio o bien desde una línea de comando. De esta forma se puede utilizar como servidor web o para realizar tareas de procesamiento por lotes por ejemplo.

### Con interfaz gráfica
- Squeak se puede utilizar con una implementación de Morphic, un framework de manipulación directa de objetos basado en Self. Hasta la fecha es la interfaz gráfica de usuario principal y preferida por los principales desarrolladores del sistema.
  - Junto con un lenguaje visual (llamado eToys) de scripting limitado basado en Morphic.
  - Junto con una interface nueva y experimental llamada Tweak. En el 2001, se hizo evidente que la arquitectura eToys en Squeak había alcanzado sus límites, con respecto a lo que la infraestructura de interface de Mophic podía proporcionarle. Andreas Raab, un desarrollador de Hewlett-Packard, realizó una propuesta que culminó en una nueva interfaz gráfica de usuario, pensada para reemplazar a Morphic en el futuro.
- Model-View-Controller (MVC), la interfaz gráfica de usuario tradicional de algunos sistemas como Smalltalk-80 y Java, y para el cual Morphic es una alternativa.

## Organización
- Monticello es un sistema de control de versiones que facilita el desarrollo en equipo, es lo que CVS es a la mayoría de los proyectos con licencia de Código abierto.
- SqueakSource es un sitio que proporciona espacio para almacenar proyectos de desarrollo colaborativos (comunes). Comparativamente, así como sourceforge.net provee un repositorio CVS, SqueakSource provee un repositorio Monticello.
- SqueakMap proporciona un lugar centralizado para anunciar y encontrar paquetes Squeak. A diferencia de Monticello y SqueakSource, que están pensados para ayudar durante el desarrollo, SqueakMap está pensado para código de producción (versiones finales).
- SqueakPeople es un sitio para discutir sobre Squeak enviando artículos o entradas diarias, y contiene una especie de "quién es quién" en la comunidad de Squeak.

## Licencia
Squeak puede ser descargado sin cargo alguno, junto con su código fuente. Existen actualmente debates sobre si la licencia de Squeak califica como software libre o no, debido a la presencia de una cláusula de indemnidad en la licencia original de Squeak. La versión 1.1 del sistema, originalmente aparecida en octubre de 1997 bajo la Squeak License, ha sido reemplazada en mayo del 2006 bajo la licencia de código abierto Apple Public Source License.